# Nagroda Doroty Klumpke-Roberts
Nagroda Doroty Klumpke-Roberts (ang. Klumpke-Roberts Award) została ustanowiona w testamencie przez astronoma Dorotę Klumpke-Roberts i jest przyznawana co roku przez Astronomical Society of the Pacific za wybitny wkład w publiczne zrozumienie i popularyzację astronomii.

## Laureaci nagrody
- 2017: Paul A. Delaney
- 2016: Chris Impey
- 2015: Robert Nemiroff
i Jerry Bonnell
- 2014: Dennis Schatz
- 2013: Mary Kay Hemenway
- 2012: Ian Ridpath
- 2011: Paul Davies
- 2010: Marcia Bartusiak
- 2009: Isabel Hawkins
- 2008: Dava Sobel
- 2007: Noreen Grice
- 2006: Jeffrey Rosendhal
- 2005: Jeff Goldstein
- 2004: Seth Shostak
- 2003: Hubble Heritage Project,
Space Telescope Science Institute
- 2002: Don Davis i Jon Lomberg
- 2001: Sandi Preston
- 2000: Jack Horkheimer
- 1999: Stephen P. Maran
- 1998: Julieta Fierro
- 1997: Franklyn M. Branley
- 1996: Terence Dickinson
- 1995: Heidi Hammel
- 1994: Andrew Fraknoi
- 1993: David Morrison
- 1992: Philip Morrison
- 1991: Richard Berry
- 1990: Donald Goldsmith
- 1989: Ed Krupp
- 1988: Joseph Chamberlain
- 1987: redaktorzy czasopisma
Sky and Telescope
- 1986: Timothy Ferris
- 1985: James Stokley
- 1984: Deborah Byrd
- 1983: Helen Sawyer Hogg
- 1982: Bart Bok
- 1981: Dietrick Thomsen
- 1980: Walter Sullivan
- 1979: William Kaufmann III
- 1978: Patrick Moore
- 1977: Fred Hoyle
- 1976: Chesley Bonestell
- 1975: Isaac Asimov
- 1974: Carl Sagan